# Geranium schiedeanum
Geranium schiedeanum är en näveväxtart som beskrevs av Diederich Franz Leonhard von Schlechtendal. Geranium schiedeanum ingår i släktet nävor, och familjen näveväxter. Inga underarter finns listade i Catalogue of Life.